# Réginald Moreels
Réginald Moreels, né le 4 décembre 1949 à Gand, est un chirurgien, humanitaire, homme politique belge flamand, membre du parti chrétien flamand (CD&V), après un passage chez les libéraux flamands (VLD) en 2003.

## Biographie
Réginald Moreels, né le 4 décembre 1949 à Gand, est le fils de Jean-Marie Moreels, docteur en droit, et d'Ady De Busschere. Il est l’époux de Françoise Bouvier qui lui a donné plusieurs enfants.
Il fait des études universitaires et obtient le diplôme de docteur en médecine, chirurgie et accouchements à l'Université de Gand. Il a en outre une maîtrise en Relations internationales obtenue à l'ULB et est assistant étranger des hôpitaux de Paris. Il s'établit à Ostende comme chirurgien. Depuis 1984, il est cofondateur et membre du comité d'administration de Médecins sans frontières-Belgique (MSF) et président de 1986 à 1994. Il a pratiqué comme chirurgien sur différents théâtres de guerre entre autres le Rwanda, l'Angola, le Cambodge, l'Irak, la Syrie et l'ex-Yougoslavie. 
Il a également une carrière politique. En 1995, il est élu sénateur et siège au Sénat dans les rangs du CVP jusqu'en 2001. Son élection entraîne sa nomination au poste de secrétaire d’État à la Coopération au Développement, adjoint au Premier ministre de 1995 à 1999 dans le gouvernement Dehaene II. De juin à juillet 1999, il est brièvement ministre de la Coopération au Développement. De 1999 à 2001, il est représentant du Sénat auprès de l’Assemblée parlementaire du Conseil de l’Europe et à l’Assemblée de l’Union de l’Europe occidentale. 
Déçu de sa formation politique, il se retire ensuite de la politique pour reprendre ses activités d'humanitaire pendant quelques mois en Afrique centrale. Il rejoint ensuite les libéraux flamands en 2002. En 2004, il retourne à sa formation politique d'origine, le CD&V. Ayant échoué aux élections communales à Gand, Il devient conseiller auprès du SPF Santé tout en se présentant périodiquement sans succès aux élections à Gand et Ostende. De même, il poursuit son engagement de chirurgien sur les théâtres d'opération lointains au sein de Médecin sans frontières.
Depuis 2014, Réginald Moreels est intervenu à de nombreuses reprises dans la ville de Beni, dans la province du Nord-Kivu (est de la République démocratique du Congo pour mettre en place un service de santé de base. Il s'agit d'une zone touchée par des guerres endémiques. Le but est d'y apporter les soins médicaux les plus urgents et de former des chirurgiens locaux. À cette fin, il a créé l'organisation Unichir. La construction d'un nouvel hôpital à Beni a été entamé en 2021 et le centre est opérationnel depuis juin 2023.
Il explique son engagement continu d'humanitaire par ses idéaux hérités de mai 1968 quand il était lui-même à l'université.

## Hommages et distinctions
Les distinctions suivantes lui ont été attribuées :
- Commandeur de l'ordre de Léopold II en 2003 (Belgique).
- Commandeur de l'ordre de la Couronne en 2024 (Belgique)[4].